# テンソル場
数学、物理学および工学におけるテンソル場（テンソルば、英: tensor field）は、数学的な空間（典型的にはユークリッド空間や多様体）の各点にテンソルを割り当てるものである。テンソル場は微分幾何学、代数幾何学、一般相対論において用いられ、物質の応力および歪みの解析やその他物理科学および工学における様々な応用に供される。テンソルがスカラー（長さのような値を表す数値）やベクトル（空間内の幾何学的な矢印）の一般化であるのと同様に、テンソル場はスカラー場およびベクトル場（それぞれ空間の各点にスカラーおよびベクトルを割り当てる）の一般化になっている。
一口に「テンソル」と呼ばれている概念でも、実際の数学的構造は「テンソル場」であるという場合も多い。例えばリーマン曲率テンソルなど。

## 幾何学的導入
直観的には、ベクトル場は領域の各点に（変化する長さや方向を持つ）「矢印」を張りつけることによってもっともよく視覚化することができる。まがった空間上のベクトル場の一つの例として、地上の各地点における水平方向の風速を示した天気図がある。
テンソル場の一般概念は、もっと豊かな幾何（例えば計量テンソルの場合において、点から点へ変化する楕円体）の要求にこの概念を結び付けるとき、地表をマッピングする特定の方法に依存する先の方法のようにはならないようにする。つまり、その値は数値的な座標系を導入するために用いる経緯度の測り方、あるいは何か特定の「地図投影」に独立に存在しているものでなければならない。

## ベクトル束としての説明
テンソル場の概念の現代数学的な表示は二段階の概念に分けることができる。
「（多様体 M に値を取る）パラメータに依存するベクトル空間」の自然な概念として、ベクトル束の概念がある。例えば、「一つの角に依存する一次元ベクトル空間」というのはメビウスの帯や円柱のようなものになる。多様体 M 上のベクトル束 V が与えられたとき、対応する場の概念はベクトル束の切断（英: section）と呼ばれる。これは m が M 上を動くとき、m におけるベクトル空間上のベクトル vm ∈ Vm を一つずつ選ぶものである。
テンソル積の概念は基底の選び方に依らないから、M 上の二つのベクトル束のテンソル積を取ることは各点におけるテンソル積の単純な繰り返しである。接束（接空間全体の成す束）から始めて、テンソルの成分に依らない扱いで用いた論法を全体に繰り返し適用すればよい。これはまた導入において述べたとおり座標系に依存しない。
これによって、つまりテンソル束の切断として、テンソル場の定義を与えることができる。（テンソル束ではないようなベクトル束は存在する。例えばメビウスの帯）。この方法は全てを内在的な方法で行うことができるから、従ってこれは幾何学的な内容を保証するものになっている。より正確に言えば、テンソル場は多様体の各点に対して空間
{\displaystyle V\otimes \cdots \otimes V\otimes V^{*}\otimes \cdots \otimes V^{*}}
のテンソルを割り当てる。ここで V はその点における接空間であり、V∗ は余接空間である。接束および余接束も参照。
二つのテンソル束 E → M および F → M に対して、E の切断の空間から F の切断の空間への写像 A: Γ(E) → Γ(F) がそれ自体 E∗ ⊗ F のテンソル切断と見做せるための必要十分条件は、各引数に関して A(fs,…) = fA(s, …) が成り立つことである。ただし、f は M 上の滑らかな函数である。つまり、テンソルは切断全体の成すベクトル空間上の線型写像であるだけではなく、切断全体の成す加群上の C∞(M)-線型写像にもなっていなければならない。この性質は例えばリー微分や共変微分はテンソルでないことや、捩率テンソルや曲率テンソルが作り方からテンソルとなることなどの確認に利用できる。

## 記法について
テンソル場の記法はテンソル空間の記法と似ていて紛らわしいことがある。つまり、接束 TM = T(M) は多様体 M 上の (1,0)-テンソル場（即ちベクトル場）全体の成す像空間であることを強調するために
{\displaystyle T_{0}^{1}(M)=T(M)=TM}
と書かれることもある。これをテンソル空間の場合の非常によく似た記法
{\displaystyle T_{0}^{1}(V)}
と混同しないようにしたい。後者はテンソル空間が一つしかないが、前者では多様体 M の各点に対してテンソル空間が定義される。
M 上の無限回微分可能テンソル場全体の成す集合を表すのに筆記体の T を使って書くことがあるが、
{\displaystyle {\mathcal {T}}_{n}^{m}(M)}
を M 上の無限回微分可能 (m,n)-テンソル束の切断全体の成す空間とすれば、テンソル場はこの集合の一つの元である。

## C∞(M)-加群としての説明
より抽象的（でしばしば有用）な M 上のテンソル場を特徴づける別な方法では、実際にテンソル場を純然たるテンソル（つまり、一つの多重線型写像）とすることができるが、型は異なるものとなる（これは実際にはテンソル場なのに「テンソル」と言ってしまうことが多いことの（通常はそういう理由で言うのではないけれども）理由でもある）。初めに M 上の滑らかな (C∞-級) ベクトル場全体の成す集合 {\displaystyle {\mathcal {T}}(M)} を一つの空間として捉え、滑らかな函数全体の成す環 C∞(M) の点ごとのスカラー倍を入れて、加群とする。多重線型性やテンソル積の概念は任意の可換上の加群の場合にも容易に拡張することができる。
動機となる例として、滑らかな余ベクトル場（1-形式）全体の成す空間 {\displaystyle {\mathcal {T}}^{*}(M)} を考えると、これも滑らかな函数全体の成す環上の加群である。点ごとに評価することにより、余ベクトル場は滑らかなベクトル場に作用して滑らかな函数を導く。つまり、余ベクトル場 ω とベクトル場 X に対して、
{\displaystyle (\omega (X))(p)=\omega (p)(X(p))}
と定義する。点ごとの性質で全てが含決まるから、ω の X への作用は C∞(M)-線型、つまり、
{\displaystyle (\omega (fX))(p)=f(p)\omega (p)(X(p))=(f\omega )(p)(X(p))}
が任意の p ∈ M および滑らかな函数 f に対して成立する。したがって、余ベクトル場を余接束の切断と見るだけでなく、ベクトル場を函数へ写す線型写像としても見ることができる。二重双対空間の構成により、ベクトル場も同じく余ベクトル場を函数に写す写像と見做せる（つまり、余ベクトル場から始めて自然に同じ論法を適用して進めていくことができる）。
M 上の通常の一つのテンソル（場ではなく）をベクトルおよび余ベクトル上の多重線型写像として構成するのと完全に平行して、M 上の一般の (k,l)-テンソル場を {\displaystyle {\mathcal {T}}(M)} の l 個のコピーと {\displaystyle {\mathcal {T}}^{*}(M)} の k 個のコピー上で定義され、C∞(M) に値を取る C∞(M)-線型写像と見做すことができる。
いま、{\displaystyle {\mathcal {T}}(M)} の l 個のコピーと {\displaystyle {\mathcal {T}}^{*}(M)} の k 個のコピーから C∞(M) への勝手な写像 T が与えられれば、これが M 上のテンソル場となるための必要十分条件は、それが C∞(M) 上多重線型となることである。従って、この種の多重線型性が暗に含む意味は、本当に点ごとに定義された対象（つまりテンソル場）を扱っているのであって、（たとえ一点における値を評価するときでも）ベクトル場と 1-形式の値すべてに同時に依存しているという函数としての扱いとは対照的であるという事実なのである。
この一般規則のよくある応用例は、レヴィ・チヴィタ接続で、これはベクトル場の対をベクトル場に写す滑らかなベクトル場の写像 {\displaystyle (X,Y)\mapsto \nabla _{X}Y} であり、これは M 上のテンソル場として定義されてはいない。これは Y に関して R-線型にしかならない（完全な C∞(M)-線型性を満たす代わりに、「ライプニッツ則」 {\displaystyle \nabla _{X}(fY)=(Xf)Y+f\nabla _{X}Y}) を満たす）。そうは言っても、これがテンソル場でないことを差し引いても、これが成分に依らない幾何学的な対象として十分な価値のあるものである点は論を待たない。

## 応用
曲率テンソルは微分幾何学において扱われ、応力エネルギーテンソルは物理学および工学において重要である。これらはともにアインシュタインの一般相対論に関係がある。工学においては、考える多様体は三次元ユークリッド空間であることが殆どである。
多様体上の積分を定義するのに用いられる微分形式がテンソル場の一種であるということも重要である。

## テンソル解析
理論物理学および周辺分野において、テンソル場の言葉で記述された微分方程式は、（テンソルの性質によって記述される）自然の幾何学的な、そして微分学に結び付けられる規約的な関係性の両方を表す、非常に一般な方法を与える。そのような方程式の定式化には新たな概念として共変微分を考える必要があった。これにより、ベクトル場に「沿った」テンソル場の変分を定式化することができるようになる。この絶対微分学（のちにテンソル解析と呼ばれるようになる）に端を発する概念は、接続の幾何学的概念を単離することとなる。

## 線束によるひねり
テンソル場の概念の拡張として、M 上の余分な線束 L を併せることを考える。W が V に L を掛けたテンソル積束とすれば、W は V とちょうど同じ次元を持つベクトル空間の束である。これにより、テンソル場の「ひねられた」型としてのテンソル密度の概念を考えることができるようになる。テンソル密度は、L が「多様体の密度」の束（つまり、余接束の行列式束）である特別の場合である（より厳密を期すならば、推移写像はさらに絶対値をとる必要がある。これは向き付け可能多様体では小さな違いを生じる）。より旧来的な説明についてはテンソル密度の項を参照。
密度束 L の特徴の一つは（やはり向き付け可能性を仮定して）実数値をとる s に対して Ls が定義可能なことである（これは推移写像が真に正なる実数値を取ることからくる）。これが意味するところは、例えば s = ½ の場合として、「半密度」を取ることができるということである。一般に、W の切断として V と Ls とのテンソル積を取ることができて、これを重み s のテンソル密度場と見做すことができる。
半密度は多様体上の積分作用素や幾何学的量子化を定義するような分野で応用がある。

## 平坦の場合
M がユークリッド空間で場が全て M のベクトルによる任意の平行移動で不変なように取れるならば、テンソル場は「原点を通る」テンソルの同義語であるという状況に立ち返ることができる。これはさほどの問題もなく、しばしば応用の場面で用いられる。テンソル密度については差が生じる。密度束は「ある点における」というのをきちんと定義できないのである。それゆえにテンソルの現代数学的な取扱いの制約として、テンソル密度は迂遠なやり方で定義をしなければならない。

## コサイクルと連鎖律
テンソルの概念のより進んだ説明として、多変数の場合の連鎖律を座標変換に適用するものとして解釈することができて、またテンソルについての自己一貫した要求としてテンソル場が生じてくる。
抽象的に、連鎖律は1-コサイクルと同一視される。これは内在的な方法で接束を定義するための一貫した要求を与える。テンソルからなる別のベクトル束は、連鎖律そのものに対するテンソル構成の函手性を適用することにより、比較可能なコサイクルを持つ。このことはこれらが内在的（いわば「自然」）な概念であるかということの理由でもある。
テンソルに対する「古典的」なやり方に従った普通のいい方だとこれは話を逆に進めていることになって、だから本当に基本的な考え方というよりは、経験論的な、因果の誤ったやり方ということになる。座標変換の下でどのように変換するかということによるテンソルの定義にはコサイクル表示の自己一貫性の一種が陰伏的に含まれる。テンソル密度の構成はコサイクルのレベルで「ひねる」ことになる。幾何学者はテンソル「量」の「幾何学的」特性に何の疑いも持たない（この種の天下りな論法は総論を抽象的に正当化する）。